# Lawrence Berkeley National Laboratory

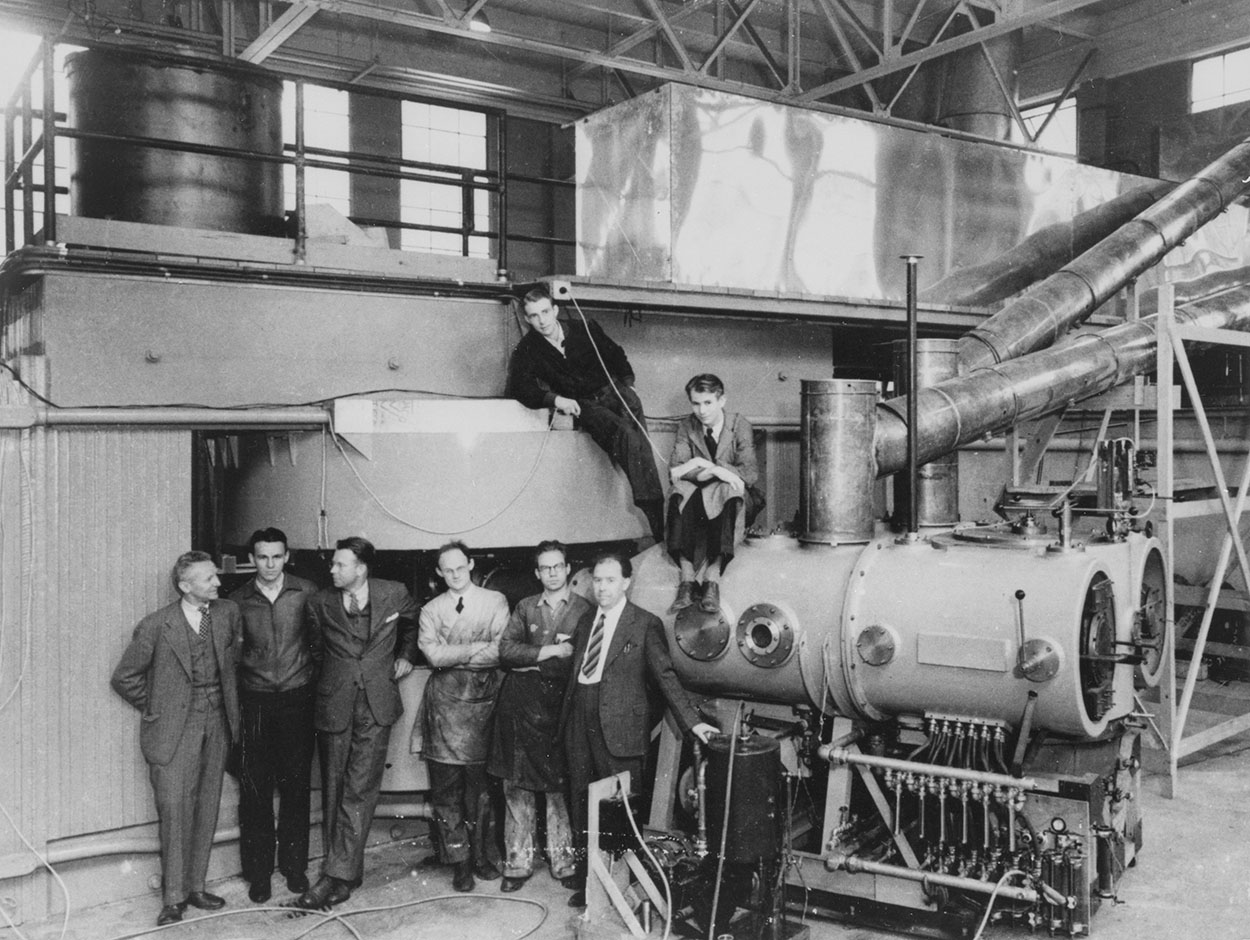
Il ciclotrone del Lawrence Berkeley National Laboratory in una foto dell'agosto 1939. Da sinistra a destra: D. Cooksey, D. Corson, Ernest Orlando Lawrence (l'inventore del ciclotrone), R. Thornton, J. Backus, W.S. Sainsbury, Luis Álvarez e Edwin McMillan.

Il Lawrence Berkeley National Laboratory (indicato anche come LBNL, LBL, Berkeley Lab, oppure Radiaton Laboratory), è un laboratorio del Dipartimento dell'Energia degli Stati Uniti d'America gestito dall'Università della California, situato a Berkeley, cittadina che affaccia sulla baia di San Francisco. 
LBNL è composto da 76 edifici dislocati su una superficie di circa 1 km² di proprietà dell'Università della California sulle colline di Berkeley. Ci lavorano circa 4000 impiegati dell'Università, di cui circa 800 studenti, inoltre ogni anno la struttura ospita più di 3000 ricercatori. Un secondo campus verrà costruito nelle vicinanze di Richmond.

## Storia
Il laboratorio fu fondato col nome di Radiation Laboratory dell'Università della California, con la partecipazione del Physics Department, nell'agosto del 1931. Il laboratorio è ora intitolato a Ernest Orlando Lawrence, che ne fu il direttore dalla fondazione fino al 1958. Inizialmente Lawrence progettò di usare il centro per effettuare ricerche nel campo della fisica delle particelle utilizzando il ciclotrone, un nuovo tipo di acceleratore di particelle per la cui invenzione ricevette il premio Nobel per la fisica nel 1939. 
Negli anni '30, Lawrence propose più volte di costruire acceleratori sempre più grandi per la ricerca, collaborò inoltre con i fisici teorici del Dipartimento di Fisica di Berkeley, guidati da Robert Oppenheimer. Negli anni '40 il Radiation Lab si trasferì sulle colline sovrastanti poiché gli acceleratori costruiti (in particolare il ciclotrone da 4.7 m) stavano diventando troppo grandi per il terreno a disposizione.

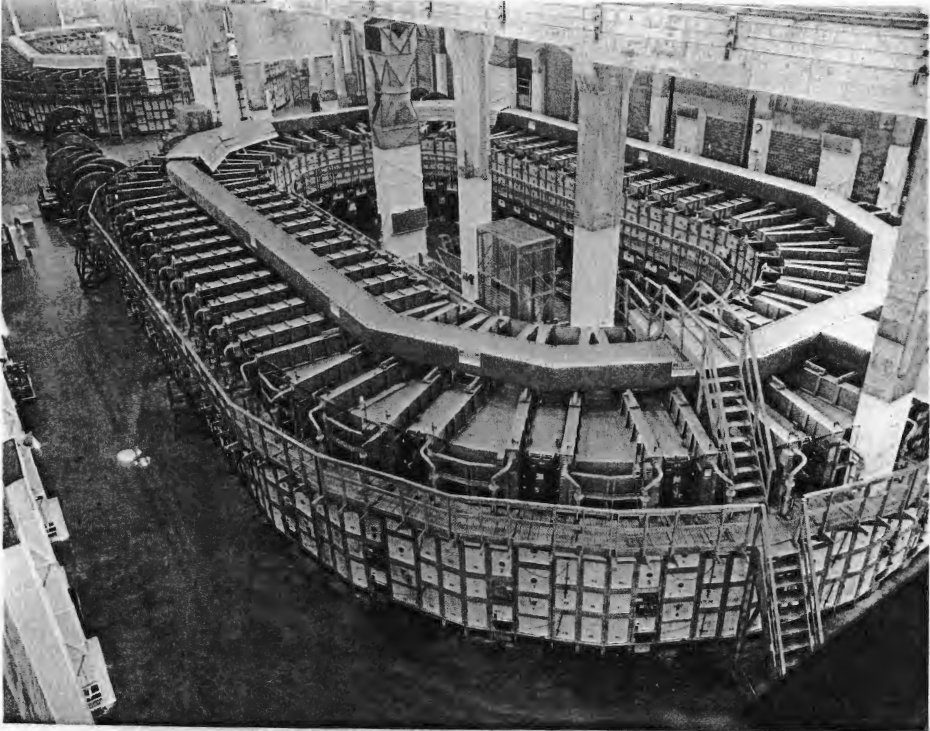
Il Calutron, macchinario usato a Oak Ridge per produrre l'uranio arricchito per le prime bombe atomiche.

Lawrence chiese fondi governativi nei primi anni del Progetto Manhattan, il programma che sponsorizzava i primi studi per la produzione della bomba atomica durante la Seconda Guerra Mondiale. Utilizzando il ciclotrone come spettrometro di massa, Lawrence e i colleghi svilupparono il principio alla base della separazione isotopica che ha permesso di ottenere l'uranio arricchito. Il Calutron utilizzato al Y-12 National Security Complex di Oak Ridge prende il nome dall'Università della California.
Dopo la guerra, il Laboratorio entrò a far parte del nuovo sistema di Laboratori Nazionali del Department of Energy (DOE) occupandosi di ricerca scientifica generica, anche se fino agli anni '70 vennero effettuati studi connessi alle armi nucleari. Le ricerche sulle armi nucleari sarebbero state svolte invece al Los Alamos National Laboratory (LANL) già attivo durante la guerra, e al nuovo Lawrence Livermore National Laboratory (LLNL), fondato da Lawrence and Edward Teller da quella che era una succursale dell'originale Radiation Laboratory.
Alla morte di Lawrence, nel 1959, il Radiation Laboratory fu rinominato in suo onore Ernest O. Lawrence Berkeley Laboratory, tuttavia continuò ad essere chiamato "Rad. Lab". Nel 1995 venne aggiunta l'accezione "National" ai nomi di tutti i laboratori del DOE. "Ernest Orlando" venne successivamente troncato, oggi il laboratorio è comunemente chiamato Berkeley Lab.

## Obiettivi scientifici
Dagli anni '50 il Berkeley Lab è il più grande centro di ricerca internazionale nel campo della fisica. Negli anni è stato suddiviso in 14 settori per sondare tutti i campi della ricerca scientifica: tra cui Fisica, Informatica, Scienze generali, Energia e Scienze ambientali, Scienze della vita, Fotonica, Bioscienze, Scienze dell Terra, Genomica, Chimica, Medicina nucleare, Ingegneria, Fisica nucleare, Scienza dei materiali, Acceleratori e fusione nucleare.
Inoltre il Laboratorio collabora con i sei maggiori centri di ricerca statunitensi: Advanced Light Source, National Center for Electron Microscopy, National Energy Research Scientific Computing Center, Energy Sciences Network, Molecular Foundry e Joint Genome Institute.

## Scoperte scientifiche e invenzioni
A partire dalla Seconda guerra mondiale ai LBNL sono avvenute importanti conquiste scientifiche tra cui la prima osservazione dell'antiprotone, la scoperta di molti elementi chimici transuranici, e la scoperta dell'accelerazione dell'espansione dell'universo. Dalla fondazione, 13 ricercatori associati al Berkeley Lab hanno ricevuto il premio Nobel: Ernest Lawrence, Owen Chamberlain, Emilio Segrè, Donald A. Glaser, Luis W. Alvarez, Steven Chu, George F. Smoot, Saul Perlmutter per la fisica e Glenn T. Seaborg, Edwin M. McMillan, Melvin Calvin, Yuan T. Lee, Jennifer Doudna per la chimica.
Nel 1954 a Berkeley venne costruito un nuovo grande sincrotrone in grado di raggiungere energie dell'ordine dei GeV (fu denominato Bevatron, da Billions of eV Synchrotron). Grazie agli esperimenti di collisione protone-nucleone effettuati al Bevatron nel 1955, con protoni accelerati a circa 6.5 GeV, è stata possibile la scoperta dell'antiprotone che ha portato al premio Nobel per la fisica assegnato a Emilio Segrè e Owen Chamberlain nel 1959. L'anno successivo il team del Bevatron guidato dall'italiano Oreste Piccioni scoprì l'antineutrone, l'antiparticella del neutrone.
Gli elementi chimici scoperti dai fisici del Berkeley Lab includono Astato, Nettunio, Plutonio, Curio, Americio, Berkelio, Californio, Einsteinio, Fermio, Mendelevio, Nobelio, Laurenzio, Dubnio e Seaborgio. I nomi Berkelio e Californio derivano da Berkeley Lab e dall'Università della California, Laurenzio e Seaborgio sono stati chiamati così in onore dei ricercatori Ernest Lawrence e Glenn T. Seaborg.
Inoltre il Tecnezio fu scoperto da Carlo Perrier ed Emilio Segrè nei laboratori dell'Istituto di Fisica dell'Università di Palermo nel 1937, con un campione di molibdeno inviato loro da Ernest Lawrence.
Il campione era costituito da un pezzo di deflettore elettrostatico in molibdeno che era stato bombardato con nuclei di deuterio nel ciclotrone dell'Università della California.
Nel 1999 venne annunciata da parte del LBNL la scoperta del Livermorio e dell'Ununoctio, gli elementi chimici con numero atomico 116 e 118 rispettivamente. Successivamente si notò che le prove utilizzate per rivendicare la scoperta furono falsificate da parte di Victor Ninov, un ricercatore di Berkeley; ciò generò un grande scandalo nella comunità scientifica internazionale che portò alla ritrattazione della scoperta nel 2002.
Alcune scoperte e invenzioni che sono dovute al Berkeley Lab includono: le smart windows con elettrodi integrati che permettono ai vetri della finestra di cambiare in base alla luce del sole, i geni sintetici per l'antimalaria e l'anti-AIDS basati sulle scoperte nella biologia sintetica. Un altro dei grandi passi in avanti della scienza ottenuti al Berkeley Lab è la scoperta dell'energia oscura. I fisici e gli astronomi di Berkeley formarono il Supernova Cosmology Project (SCP), usando supernove dei Tipo Ia come “candele standard” per misurare la velocità di espansione dell'universo: successivamente nel 1998 fu annunciato che l'espansione dell'universo sta accelerando, la causa di questo fenomeno è stata denominata dark energy.
LBNL detiene inoltre nel 2012 il record del laser più potente del mondo: BELLA (Berkeley Lab Laser Accelerator).